# Imnul Transnistriei
Imnul național al Transnistriei se numește Slăvită să fii, Transnistrie (rusă Мы славим тебя, Приднестровье, în limba română cu caractere chirilice (limba moldovenească): Слэвитэ сэ фий, Нистрения, în ucraineană Ми славимо тебе, Приндістров’є). Muzica îi aparține lui B. A. Aleksandrov, iar versurile lui B. Parmenov, N. Bojko și V. Pișenko (la scrierea lor a contribuit și Valeriu Senic, dar nu este creditat oficial). Imnul are versuri în toate cele trei limbi oficiale ale Transnistriei: rusă, ucraineană, și română cu caractere chirilice. Aceste variante nu sunt însă traduceri fidele una alteia.

## Versuri
| Varianta originală (limba rusă) | Varianta originală (limba moldovenească) | Varianta originală (limba ucraineană) | Varianta în limba română cu alfabet latin |
| --- | --- | --- | --- |
| I Мы славу поём Приднестровью, Здесь дружба народов крепка, Великой сыновней любовью Мы спаяны с ним на века. Восславим сады и заводы, Посёлки, поля, города — В них долгие славные годы На благо Отчизны труда. Refren Пронесём через годы Имя гордой страны И Республике свободы Как правде, мы будем верны. II Мы славим родные долины, Седого Днестра берега. О подвигах помним былинных, Нам слава отцов дорога. Восславим мы всех поимённо, Погибших за наш отчий дом. Пред памятью павших священной Отечеству клятву даём. Refren (2 ori) | I Трэяскэ Нистрения-мамэ, О царэ де фраць ши сурорь, Че драгосте фэрэ де сямэн Ць-о дэруе фийче, фечорь. Кынта-вом ливезь ши узине, Ораше, кэтуне, кымпий, Ку еле ши-н зиуа де мыне О, царэ, просперэ не фий! Refren Прин време пурта-вом Нумеле мындрей цэрь. Ту, Република либертэций, Ешть крезул ын пашниче зэрь. II Кынта-вом ши вэй, ши колине, Лучеферь дин Ниструл кэрунт, Баладе'нцелепте, бэтрыне, Че'н вякурь дестойничь не-ау врут. Слэви-вом ероикул нуме, 'Н ачя бэтэлие кэзут Ши'н фаца меморией сфинте Ной цэрий журэм сэ-й фим скут! Refren (2 ori) | I Ми славимо край Придністров’я, Де люди пишаються тим, Що дружбою, ладом, любов’ю Навіки пов’язані з ним. Прославимо наші заводи, Широкі лани і міста, Тут чесно працюють народи На благо Вітчизни труда. Refren Через доли і води Пронесемо ім’я Ми Республіки свободи, Хай живе тут народів сім’я II Ми славимо рідні долини, Красоти Дністра берегів, І нам не забути билини Про подвиги наших батьків. Прославимо всіх поіменно Полеглих за наш отчий дім, Де пам’ять загиблих священна, Вітчизні співаємо гімн. Refren (2 ori) | I Trăiască Nistrenia-mamă, O țară de frați și surori, Ce dragoste fara de seaman Ti-o daruie fiice, feciori. Cânta-vom livezi și uzine, Orașe, catune, câmpii, Cu ele și-n ziua de mâine O, țară, prospera ne fii! Refren Prin vreme purta-vom Numele mândrei țări. Тu, Rеpublica libertății, Ești crezul în pașnice zări. II Cânta-vom și văi, și coline, Luceferi din Nistrul cărunt, Balade-nțelepte, bătrâne, Ce-n veacuri destoinici ne-au vrut. Slăvi-vom eroicul nume, În acea bătălie căzut Și-n fața memoriei sfinte Noi țării jurăm să-i fim scut! Refren (2 ori) |

### Înregistrări
- Vocal și instrumental (Format .AU)[nefuncțională]
- Instrumental (Format MIDI) Arhivat în 18 mai 2006, la Wayback Machine.

1. ↑   https://mer.gospmr.org/simvolika-pmr/gosudarstvennyj-gimn.html Lipsește sau este vid: |title= (ajutor)
2. ↑   https://moldova.europalibera.org/a/28148002.html Lipsește sau este vid: |title= (ajutor)
3. ↑  Galaicu-Păun, Emilian (30 noiembrie 2016), Vechi dileme identitare, Radio Europa Liberă